# Aude (flod)
Aude (latin Atax) er en flod i regionen Languedoc-Roussillon i Sydvestfrankrig. Floden har givet navn til departementet Aude. Kilden til Aude ligger i departementet Pyrénées-Orientales i Pyrenæerne, og floden har en længde på 224 kilometer. Aude løber ud i Middelhavet ved byen Narbonne.

## Sidefloder
- Galbe
- Bruyante
- Rébenty
- Aiguette
- Sou

## Steder langs floden
- Pyrénées-Orientales: Matemale, Formiguères
- Aude: Axat, Couiza, Limoux, Carcassonne